# ユフヴィFCロコモティフ
ユフヴィFCロコモティフ（エストニア語: Jõhvi FC Lokomotiv）は、エストニアのユフヴィをホームタウンとするサッカークラブである。2015シーズンはIIリーガ 北東地区（4部）に所属。

## 歴史
2011シーズン終了後、ユフヴィJKオービット (Jõhvi JK Orbiit) からFCロコモティフ・ユフヴィに改名した。
2013シーズンはエシリーガで入れ替え戦圏内の2位になったが、優勝チームがFCレバディア・タリンのリザーブチームだったため、FCロコモティフが繰り上げでメスタリリーガに自動昇格（初昇格）した。

## 過去の成績
| シーズン | リーグ            | 順位 | 試合数 | 勝 | 分 | 敗 | 得点 | 失点 | 得失点差 | 勝点 | カップ戦 |
| -------- | ----------------- | ---- | ------ | -- | -- | -- | ---- | ---- | -------- | ---- | -------- |
| 2012     | IIリーガ 北東地区 | 1位  | 26     | 20 | 6  | 0  | 79   | 16   | +63      | 66   |          |
| 2013     | エシリーガ        | 2位  | 36     | 20 | 9  | 7  | 80   | 39   | +41      | 69   | 1回戦    |
| 2014     | メスタリリーガ    | 9位  | 36     | 4  | 6  | 26 | 35   | 115  | –80      | 18   | 準々決勝 |
| 2015     | IIリーガ 北東地区 | 4位  | 26     | 16 | 3  | 7  | 67   | 38   | +29      | 51   | 準々決勝 |